# Åled
Åled is een plaats in de gemeente Halmstad in het landschap Halland en de provincie Hallands län. De plaats heeft 1536 inwoners (2005) en een oppervlakte van 199 hectare.